# 목호룡
목호룡(睦虎龍, 1684년~1724년)은 조선 경종 때의 지관(地官)으로, 신임옥사의 고변자이다. 본관은 사천(泗川)이다.

## 생애

### 신임옥사
1722년(경종 2년) 음력 3월 임금을 죽이려는 역적이 있다고 고해 바쳤다. 임금은 즉시 정국(庭鞠)을 열고 목호룡이 역적이라고 지적한 정인중(鄭麟重)·김용택(金龍澤)·이천기(李天紀)·백망(白望)·심상길(沈尙吉)·이희지(李喜之)·김성행(金省行) 등 60여 명을 잡아들였다. 백망은 심문을 당하면서 이것은 세력을 잃은 소론·남인이 왕세제 연잉군을 모함하려고 조작한 것이라고 주장했으나 당시 심문을 담당하고 있던 남인들은 이를 인정하지 않았다. 이리하여 이천기·이희지·심상길·정인중·김용택·백망·장세상(張世相)·홍의인(洪義人) 등과 앞서 왕세제를 세운 소위 건저(建儲) 4대신인 이이명·김창집(金昌集)·이건명(李建命)·조태채(趙泰采) 등이 차례로 사형을 당했다.
목호룡은 부사공신(扶社功臣)에 오르고 동중추부사(同中樞府事)의 벼슬을 받고 동성군(東城君)에 피봉되었다. 이 사건 후 전에 소론의 거두이던 윤선거·윤증(尹拯) 부자는 관측이 추복(追復)되었다.

### 죽음
1724년(영조 즉위년) 영조가 즉위하고 노론이 집권하자, 김일경·목호룡 등은 체포되었다. 원래 영조는 동궁 시절에 소론에게 많은 시달림을 받았으며, 목호룡 밀고 사건 때에는 생명의 위협까지 받았으므로 즉위하자 곧 소론을 배척하고 노론을 기용하였다. 김일경은 고문을 당하면서 영조를 나으리(進賜 : 임금 아닌 왕자에 대한 존칭)라 부르며 임금으로 대하지 않고 끝내 공모자가 없다고 주장하자, 목호룡·김일경 두 사람만이 당고개(唐古介)에서 목을 잘리고 목호룡의 머리는 3일간 거리에 달아매었고, 그가 밀고한 글은 불태워 버렸다.
이후 오랫동안 귀양가 있던 민진원과 김재로 등이 방면 되었고, 정국은 노론이 주도하게 되면서 사대신들의 관작이 회복되었다.
이중환의 장인 목일임은 그의 친족이다.

## 관련 작품
- 《대박》 (SBS, 2016년, 배우: 김호창)

## 같이 보기
- 신임사화